# 塔德努瓦
塔德努瓦（法語：Tardenois，法語發音：[taʁdənwa]）是法国的一个传统地区。 

## 地理
塔德努瓦位于今法国大東部大區马恩省和上法蘭西大區埃纳省的交界处。曾经的塔德努瓦市镇公共社区（communauté de communes du Tardenois）位于上法蘭西大區埃纳省南部，而阿德尔-塔德努瓦市镇公共社区（communauté de communes Ardre et Tardenois）则位于大東部大區马恩省。 

## 风景

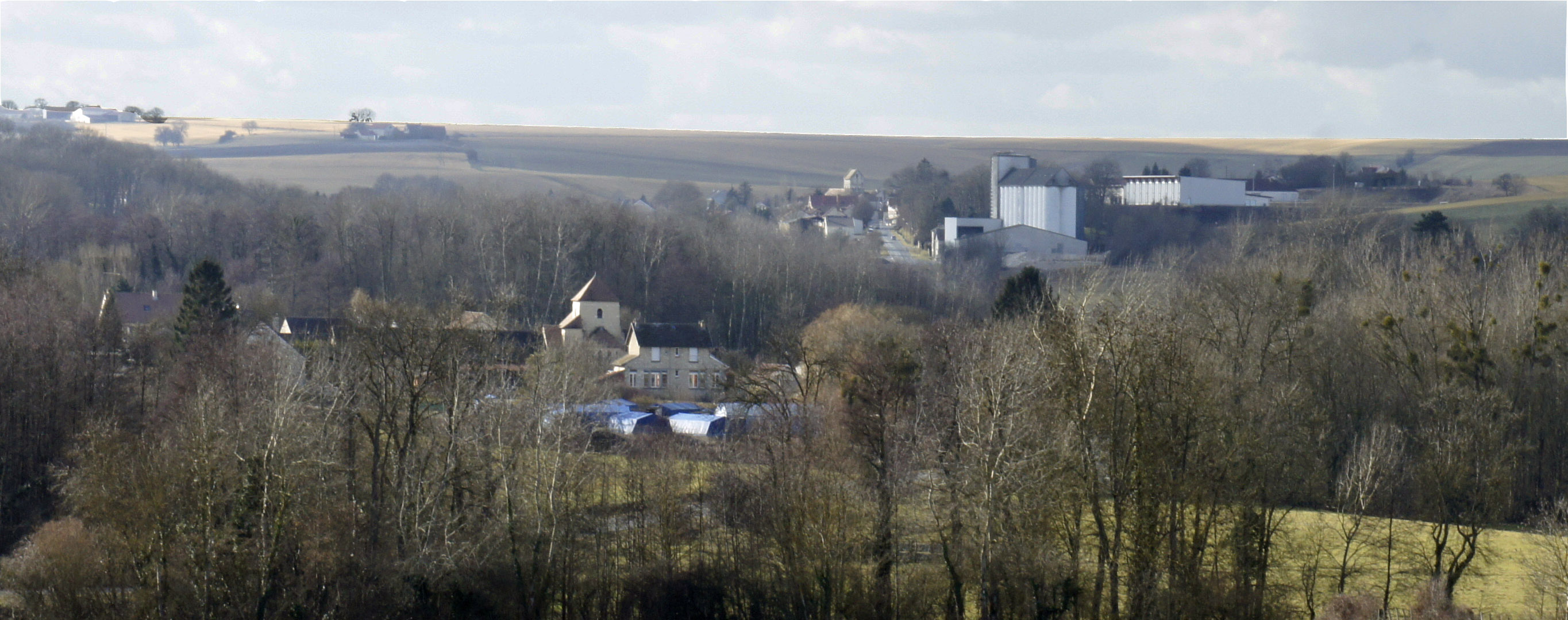
塔德努瓦的景观

塔德努瓦是一个多山地区，连接布里和白垩香槟地区（Champagne crayeuse），有着包括马恩河、瑟穆瓦涅河、韦勒河和阿德尔河等多条河流。由于塔德努瓦在阿登森林中的位置，最初在高卢时代树木繁茂，但后来逐渐被砍伐，现仅保留了一定数量的树木。 
塔德努瓦地区长有大量的帚石楠。 

## 文化遗产

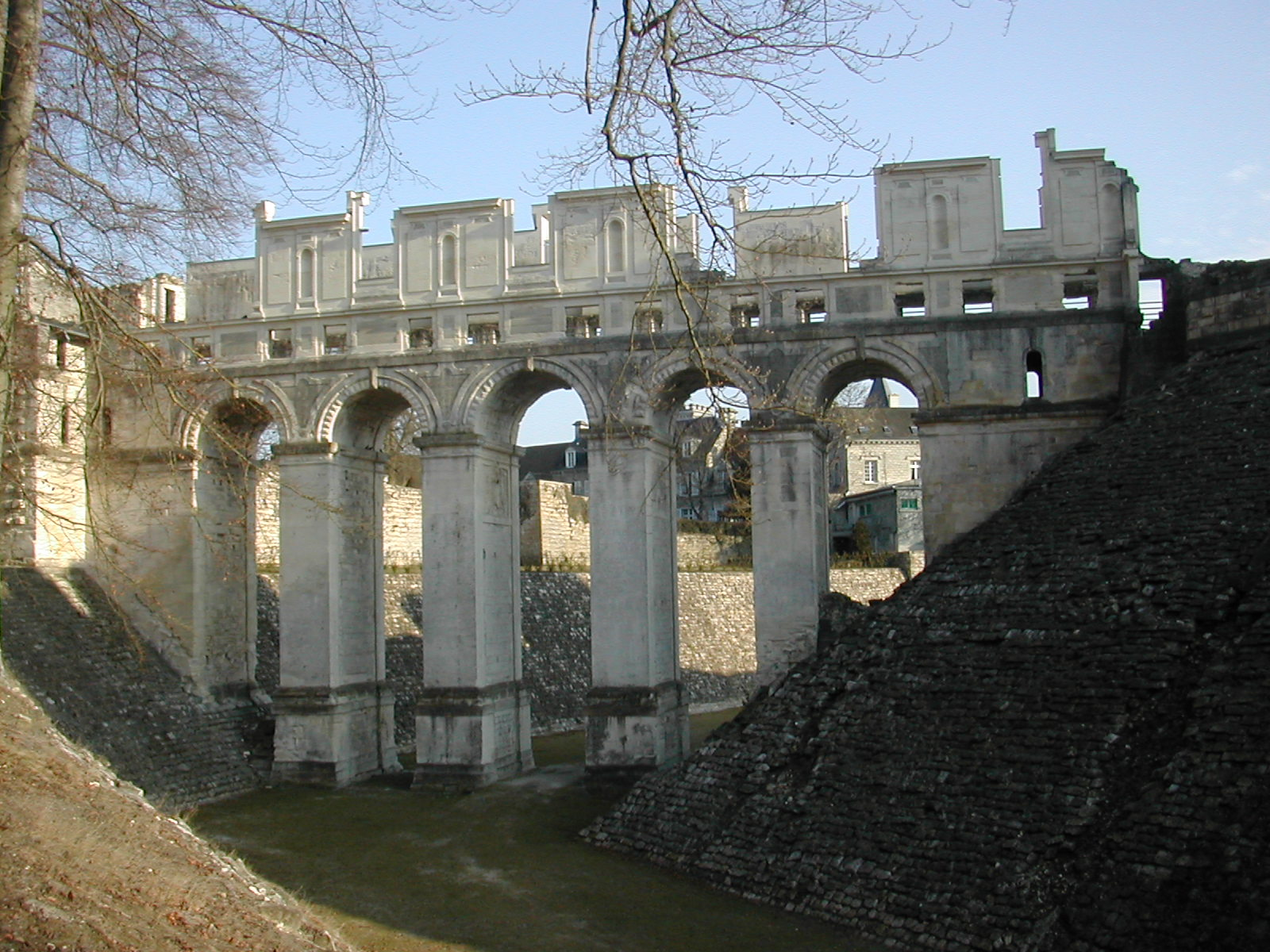
费尔城堡（Château de Fère）的文艺复兴画廊

塔德努瓦有数个历史古迹，特别是塔德努瓦地区费尔和内勒的城堡，以及罗马式教堂。第一次世界大战的踪迹也能在那里被找到，例如在瑟兰日和内勒的美军墓地。 

## 当代文化
漫画作家Gad将其系列漫画《Ultimex》中的一个片段设定在名为“塔德努瓦”的地狱之地。该片段中出现的中世纪建筑展现了塔德努瓦地区费尔的城堡。 